# يوم الاستقلال (إسرائيل)
يوم الاستقلال الإسرائيلي، (بالعبرية: יום העצמאות، يوم هعتسماؤوت). هو يوم وطني يحتفل به الإسرائيليون، في اليوم الخامس من شهر أيار حسب التقويم العبري. في ذكرى إعلان قيام دولة إسرائيل، واعتماد وثيقة الاستقلال، ونهاية الانتداب البريطاني على فلسطين، في 14 مايو 1948.
«عيد الاستقلال» ترجمة لعبارة «يوم هاعتسماؤت» العبرية، و«عيد الاستقلال» هو العيد الذي يحتفل الإسرائيليون فيه بإنشاء دولة إسرائيل (يوم 14 مايو حسب التقويم الميلادي، 5 آيار حسب التقويم اليهودي). ويشير الفلسطينيون له بيوم «النكبة»، باعتبار أنه ذكرى ما حل بهم من تشريد؛ نتيجة لاغتصاب المستوطنين لوطنهم. وإذا كان 5 آيار يوم جمعة أو سبت؛ فإن الاحتفال بالعيد يكون يوم الخميس الذي يسبقه، ويكون عطلة رسمية في إسرائيل. وتبدأ احتفالات العيد على جبل هرتزل في القدس بجوار مقبرته، ويبدأ المتحدث باسم الكنيست الاحتفال بأن يوقد شعلة، ثم اثنتي عشرة شعلة أخرى؛ رمزاً للقبائل العبرية الاثنتى عشرة، ثم يسير حملة المشاعل في استعراض، وكان الاستعراض العسكري للقوات المسلحة الإسرائيلية، والذي كانت تعرض فيه أحدث الأسلحة التي حصلت عليها الدولة، ويعتبر العرض أهم فقرات الاحتفال، ولكنه توقف بعد عام 1968، وقد حل محله الآن استعراض عسكري لفصائل الجدناع، وتقام احتفالات رياضية وراقصة، كما تمنح جوائز إسرائيل في ذلك اليوم، وينتهي الاحتفال بإطلاق المدافع على أن يكون عدد الطلقات مساوياً لعدد سني الاستقلال.